# Kiss Symphony: Alive IV
Kiss Symphony: Alive IV — концертный альбом 2003 года, записанный американской рок-группой Kiss, исполненный совместно с Мельбурнским симфоническим оркестром. Аранжировки для оркестра были подготовлены Дэвидом Кэмпбеллом, который также выступил в роли дирижёра. Это пятый концертный альбом группы, а также первый, записанный на Kiss Records (не считая Sanctuary).

## Об альбоме
До этого, в 2001 Kiss почти выпустили оригинальный Alive IV (включая оригинальный собравшийся состав), но из-за политики лейбла с его контрактами это не состоялось. Даже с выявленной художественной работой и «Rock and Roll All Nite» (из Alive IV) добавленной в Kiss Box Set, альбом был отправлен на полку. Позже группа поменяла лейбл с Universal/Island на Sanctuary Music и издали Alive IV — Kiss Symphony. Тем не менее оригинал Alive IV был выпущен, когда группа реализовала сборник воспоминаний Alive с вошедшими туда альбомами Kiss Alive! 1975—2000 в 2006 . Альбом назван не Alive IV, а ALIVE: The Millennium Concert.
Музыканты Мельбурнского симфонического оркестра во время исполнения концерта были раскрашены в такой же грим, как и у Kiss; при этом они были одеты в смокинги.

## Песни
Песни приведены не в том порядке, в каком они звучали на концерте, состоящем из 3 актов. В первом акте Kiss исполняют 6 песен сами. Во втором акте они играют 5 акустических песен совместно с Симфоническим ансамблем Мельбурна. В третьем, самом длинном акте, группа играет песни совместно с полным составом австралийского симфонического оркестра.

## Список композиций
Все песни записаны в концертном зале Telstra Dome в Мельбурне, Австралия, 28 февраля 2003.

### 2-дисковое издание
| 1. «Deuce» (Джин Симмонс) - Исполнено Kiss 2. «Strutter» (Пол Стэнли, Симмонс) - Исполнено Kiss 3. «Let Me Go, Rock 'N Roll» (Стэнли, Симмонс) - Исполнено Kiss 4. «Lick It Up» (Винни Винсент, Стэнли) - Исполнено Kiss 5. «Calling Dr. Love» (Симмонс) - Исполнено Kiss 6. «Psycho Circus» (Стэнли, Кёртис Куомо) - Исполнено Kiss 7. «Beth» (Питер Крисс, Стэн Пенридж, Боб Эзрин) - Исполнено Kiss и Симфоническим ансамблем Мельбурна 8. «Forever» (Стэнли, Майкл Болтон) - Исполнено Kiss и Симфоническим ансамблем Мельбурна 9. «Goin’ Blind» (Симмонс, Stephen Coronel) - Исполнено Kiss и Симфоническим ансамблем Мельбурна 10. «Sure Know Something» (Стэнли, Винни Понциа) - Исполнено Kiss и Симфоническим ансамблем Мельбурна 11. «Shandi» (Стэнли, Понциа) - Исполнено Kiss и Симфоническим ансамблем Мельбурна | 1. «Detroit Rock City» (Стэнли, Эзрин) - Исполнено Kiss и Симфоническим оркестром Мельбурна 2. «King of the Night Time World» (Стэнли, Эзрин, Ким Фоули, Марк Энтони) - Исполнено Kiss и Симфоническим оркестром Мельбурна 3. «Do You Love Me» (Стэнли, Эрцин, Фоули) - Исполнено Kiss и Симфоническим оркестром Мельбурна 4. «Shout It Out Loud» (Стэнли, Симмонс, Эзрин) - Исполнено Kiss и Симфоническим оркестром Мельбурна 5. «God of Thunder» (Стэнли) - Исполнено Kiss и Симфоническим оркестром Мельбурна 6. «Love Gun» (Стэнли) - Исполнено Kiss и Симфоническим оркестром Мельбурна 7. «Black Diamond» (Стэнли, Крисс) - Исполнено Kiss и Симфоническим оркестром Мельбурна 8. «Great Expectations» (Симмонс, Эзрин) - Исполнено Kiss и Симфоническим оркестром Мельбурна (включая Детский Хор Австралии) 9. «I Was Made for Lovin’ You» (Стэнли, Дезмонд Чайлд, Понциа) - Исполнено Kiss и Симфоническим оркестром Мельбурна 10. «Rock and Roll All Nite» (Стэнли, Симмонс) - Исполнено Kiss и Симфоническим оркестром Мельбурна |

### Однодисковое издание
1. «Deuce» (Симмонс)
  - Исполнено Kiss
2. «Lick It Up» (Винсент, Стэнли)
  - Исполнено Kiss
3. «Calling Dr. Love» (Симмонс)
  - Исполнено Kiss
4. «Beth» (Крисс, Эзрин, Пэнридж)
  - Исполнено Kiss и Симфоническим ансамблем Мельбурна
5. «Goin’ Blind» (Симмонс, Коронел)
  - Исполнено Kiss и Симфоническим ансамблем Мельбурна
6. «Shandi» (Стэнли, Понциа)
  - Исполнено Kiss и Симфоническим ансамблем Мельбурна
7. «Detroit Rock City» (Стэнли, Эзрин)
  - Исполнено Kiss и Симфоническим оркестром Мельбурна
8. «King of the Night Time World» (Стэнли, Эзрин, Фоули, Энтони)
  - Исполнено Kiss и Симфоническим оркестром Мельбурна
9. «Do You Love Me» (Стэнли, Эрцин, Фоули)
  - Исполнено Kiss и Симфоническим оркестром Мельбурна
10. «Great Expectations» (Симмонс, Эзрин)
  - Исполнено Kiss и Симфоническим оркестром Мельбурна
11. «Shout It Out Loud» (Стэнли, Симмонс, Эзрин)
  - Исполнено Kiss и Симфоническим оркестром Мельбурна
12. «God of Thunder» (Стэнли)
  - Исполнено Kiss и Симфоническим оркестром Мельбурна
13. «Love Gun» (Стэнли)
  - Исполнено Kiss и Симфоническим оркестром Мельбурна
14. «Black Diamond» (Стэнли, Крисс)
  - Исполнено Kiss и Симфоническим оркестром Мельбурна
15. «Great Expectations» (Симмонс, Эзрин)
  - Исполнено Kiss и Симфоническим оркестром Мельбурна включая Детский Хор Австралии
16. «Rock and Roll All Nite» (Стэнли, Симмонс)
  - Исполнено Kiss и Симфоническим оркестром Мельбурна
17. «Do You Remember Rock 'n' Roll Radio?» (Джоуи Рамон)
  - Bonus track; originally recorded by The Ramones

## Участники записи
- Пол Стэнли — ритм-гитара, лидирующий вокал
- Джин Симмонс — бас-гитара, лидирующий вокал
- Томми Тайер — лидирующая гитара, бэк-вокал
- Питер Крисс — ударные, лидирующий вокал

совместно с
- Симфонический оркестр Мельбурна
- Симфонический ансамбль Мельбурна
- Австралийский детский хор

## Персонал
- Продюсер: Марк Опитц
- Микширование: Марк Опитц и Тони Уолл
- Звукоинженеры: Фред Балаян, Марк Валентайн, Брайан Хэмфри, Мэтт Войт
- Мастеринг: Берни Грандмэн
- Дирижёр: Дэвид Кэмпбелл
- Концертмейстер: Вильма Смит
- Дизайн обложки: Kiss & T42 Design